# Гутаперча
Гутаперча (англ. guttapercha) — ідентичний за хімічним складом з натуральним каучуком високомолекулярний вуглеводень (C5H8)n (полімер 1,4-ізопрену), його геометричний ізомер (транс-форма), внаслідок чого відрізняється значно меншою еластичністю.  
Гутаперча — природний полімер (гута — природний поліізопрен), твердий, подібний до шкіри продукт коагуляції латексу гутаперченостних рослин, містить до 90% гути, а також природні смоли, білки і вологу. 
Гутаперча водонепроникна, при нагріванні витягується в довгі смуги і має властивості гуми. Стійкість до хімічних впливів зробила її прекрасним матеріалом для електроізоляції. Гутаперчою були захищені електричні кабелі, прокладені через протоку Ла-Манш (від Дувра до Кале), вздовж річки Гудзон; перший трансатлантичний кабель, прокладений у 1866 р. Гутаперча залишалася найліпшим ізолюючим матеріалом аж до винаходу синтетичних пластмас в 1930-х роках.

## Видобуток
Видобувають з молочного соку гутаперчевих дерев, які ростуть на островах Малайського архіпелагу, Філіппінських островах. 
«Гутаперчова компанія» була заснована 1843 року Вільямом Монтгомері. 
У Росії видобувають з бруслини бородавчастої.